# Rhipicentor
Rhipicentor (лат.) — род кровососущих клещей из семейства Ixodidae. Афротропика. Известно 2 вида.

## Описание
Два вида Rhipicentor обитают исключительно в афротропике и питаются только на млекопитающих. Обычными хозяевами взрослых клещей являются представители различных семейств из отряда Хищные (Carnivora): псовые (Canidae), кошачьи (Felidae) и виверровые (Viverridae). Также отмечены парнокопытные (полорогие, Bovidae) и непарнокопытные (лошадиные, Equidae). Нимфы R. nuttalli отмечались на представителях семейства прыгунчиковые. Характерные экорегионы: тропические и субтропические луга, саванны и кустарники.

## Классификация
Род был впервые выделен в 1908 году британскими акарологами Джорджем Генри Наттоллом и Уорбертоном вместе с описанием типового вида Rhipicentor bicornis Nuttall & Warburton, 1908. В том же году был описан и второй вид рода: Rhipicentor nuttalli Cooper & Robinson, 1908.

### Rhipicentor bicornis
- Rhipicentor bicornis Nuttall & Warburton, 1908[2]

#### Распространение
Африка: Заир, Руанда, Бурунди, Ангола, Замбия, Малави, Зимбабве, Намибия, ЮАР (Трансвааль (провинция)).

#### Биология
Спорадически встречающийся, малоизвестный вид. Взрослые особи паразитируют на хищниках: лев, леопард, гепард, сервал, шакал, цивета, генета, домашняя собака. Также нападают на крупный рогатый скот, найдены на антилопе канне, домашней козе, лошади.

### Rhipicentor nuttalli
- Rhipicentor nuttalli Cooper & Robinson, 1908[6]

#### Распространение
Южная Африка: Зимбабве, Намибия, Ботсвана, ЮАР (Трансвааль (провинция), Капская провинция).

#### Биология
Взрослые клещи паразитируют преимущественно на хищных: лев, леопард, генета, дикая кошка, гиена, но чаще всего на домашних собаках. Имеются находки с ежей, дикобразов, крупнорогатого скота и ослов.